# Championnat d'Uruguay de football 2004
Navigation
Saison précédente Saison suivante
La saison 2004 du Championnat d'Uruguay de football est la cent-deuxième édition du championnat de première division en Uruguay. Les dix-huit meilleurs clubs du pays disputent le championnat qui se déroulent en plusieurs phases :
- une première phase (le Torneo Clasificatorio) réunit tous les clubs au sein d’une poule unique où ils ne s’affrontent qu’une seule fois. Les 10 meilleures formations disputent le Campeonato Uruguayo, les huit derniers le Reclasificatorio.
- le Campeonato Uruguayo voit les dix qualifiés s’affronter lors de deux tournois Ouverture et Clôture. Les vainqueurs de chaque tournoi s’affrontent en finale nationale pour le titre.
- le Reclasificatorio voit les huit participants s’affronter deux fois, à domicile et à l’extérieur. Les deux meilleurs obtiennent leur billet pour la Liguilla, les deux moins bons clubs de Montevideo et le moins bon club de l’intérieur du pays sont relégués en Primera B.

C'est le Danubio Fútbol Club qui est sacré champion d'Uruguay cette saison après avoir remporté le tournoi Clôture puis battu le Club Nacional de Football, vainqueur du tournoi Ouverture. Il s’agit du second titre de champion d'Uruguay de l’histoire du club après celui remporté en 1988.

## Qualifications continentales
Le champion d'Uruguay se qualifie à la fois pour la Copa Libertadores 2005 et la Copa Sudamericana 2005, alors que son dauphin obtient son billet pour la Copa Libertadores. C'est par le biais de la Liguilla que l'on connaît le dernier qualifié pour la Libertadores et la Sudamericana.

## Les clubs participants
| - Club Atlético Peñarol - Defensor Sporting Club - Club Nacional de Football - Club Sportivo Miramar Misiones - Rocha Fútbol Club - Promu de D2 - Club Atlético Rentistas - Promu de D2 - Tacuarembó Fútbol Club - Centro Atlético Fénix - Liverpool Fútbol Club | - Danubio Fútbol Club - Club Atlético Bella Vista - Montevideo Wanderers Fútbol Club - Club Atlético Plaza - Club Deportivo Maldonado - Club Deportivo Colonia - Club Atlético Cerro - Club Sportivo Cerrito - Promu de D2 - Central Español Fútbol Club |

## Compétition
Le barème utilisé pour établir les classements est le suivant :
- Victoire : 3 points
- Match nul : 1 point
- Défaite : 0 point

### Torneo Clasificatorio
| Rang | Équipe                         | Pts | J  | G  | N | P  | Bp | Bc | Diff |
| ---- | ------------------------------ | --- | -- | -- | - | -- | -- | -- | ---- |
| 1    | Danubio Fútbol Club            | 41  | 17 | 12 | 5 | 0  | 32 | 11 | +21  |
| 2    | Club Sportivo Cerrito          | 33  | 17 | 10 | 3 | 4  | 25 | 17 | +8   |
| 3    | Club Atlético Peñarol          | 32  | 17 | 9  | 3 | 5  | 34 | 17 | +17  |
| 4    | Club Nacional de Football      | 29  | 17 | 8  | 5 | 4  | 26 | 15 | +11  |
| 5    | Liverpool Fútbol Club          | 29  | 17 | 8  | 5 | 4  | 24 | 19 | +5   |
| 6    | Club Atlético Rentistas        | 25  | 17 | 6  | 7 | 4  | 23 | 18 | +5   |
| 7    | Montevideo Wanderers           | 25  | 17 | 7  | 4 | 6  | 15 | 18 | -3   |
| 8    | Centro Atlético Fénix          | 24  | 17 | 6  | 6 | 5  | 27 | 21 | +6   |
| 9    | Defensor Sporting Club         | 22  | 17 | 5  | 7 | 5  | 22 | 24 | -2   |
| 10   | Club Atlético Cerro            | 22  | 17 | 7  | 1 | 9  | 21 | 26 | -5   |
| 11   | Club Sportivo Miramar Misiones | 21  | 17 | 5  | 6 | 6  | 24 | 25 | -1   |
| 12   | Club Atlético Plaza            | 18  | 17 | 3  | 9 | 5  | 29 | 32 | -3   |
| 13   | Club Deportivo Colonia         | 18  | 17 | 3  | 9 | 5  | 19 | 24 | -5   |
| 14   | Rocha Fútbol Club              | 17  | 17 | 3  | 8 | 6  | 22 | 33 | -11  |
| 15   | Club Atlético Bella Vista      | 16  | 17 | 4  | 4 | 9  | 15 | 26 | -11  |
| 16   | Tacuarembó Fútbol Club         | 13  | 17 | 3  | 4 | 10 | 18 | 28 | -10  |
| 17   | Central Español Fútbol Club    | 12  | 17 | 2  | 6 | 9  | 14 | 25 | -11  |
| 18   | Club Deportivo Maldonado       | 11  | 17 | 1  | 8 | 8  | 12 | 23 | -11  |

|  | Qualification pour la Copa Libertadores 2005 et le Campeonato Uruguayo |
|  | Qualification pour le Campeonato Uruguayo                              |
|  | Participation au Reclasificatorio                                      |

### Campeonato Uruguayo
| Rang | Équipe                    | Pts | J | G | N | P | Bp | Bc | Diff |
| ---- | ------------------------- | --- | - | - | - | - | -- | -- | ---- |
| 1    | Club Nacional de Football | 21  | 9 | 6 | 3 | 0 | 17 | 6  | +11  |
| 2    | Defensor Sporting Club    | 20  | 9 | 6 | 2 | 1 | 18 | 7  | +11  |
| 3    | Danubio Fútbol Club       | 18  | 9 | 5 | 3 | 1 | 11 | 5  | +6   |
| 4    | Liverpool Fútbol Club     | 13  | 9 | 3 | 4 | 2 | 13 | 15 | -2   |
| 5    | Club Atlético Peñarol     | 12  | 9 | 3 | 3 | 3 | 16 | 14 | +2   |
| 6    | Club Atlético Rentistas   | 11  | 9 | 3 | 2 | 4 | 13 | 13 | 0    |
| 7    | Club Atlético Plaza       | 7   | 9 | 1 | 4 | 4 | 8  | 12 | -4   |
| 8    | Club Sportivo Cerrito     | 7   | 9 | 2 | 2 | 5 | 8  | 14 | -6   |
| 9    | Montevideo Wanderers      | 7   | 9 | 1 | 4 | 4 | 7  | 13 | -6   |
| 10   | Centro Atlético Fénix     | 4   | 9 | 0 | 4 | 5 | 7  | 19 | -12  |

| Rang | Équipe                    | Pts | J | G | N | P | Bp | Bc | Diff |
| ---- | ------------------------- | --- | - | - | - | - | -- | -- | ---- |
| 1    | Danubio Fútbol Club       | 22  | 9 | 7 | 1 | 1 | 17 | 6  | +11  |
| 2    | Defensor Sporting Club    | 19  | 9 | 5 | 4 | 0 | 10 | 4  | +6   |
| 3    | Club Nacional de Football | 15  | 9 | 4 | 3 | 2 | 18 | 12 | +6   |
| 4    | Liverpool Fútbol Club     | 15  | 9 | 5 | 0 | 4 | 17 | 12 | +5   |
| 5    | Club Atlético Peñarol     | 14  | 9 | 4 | 2 | 3 | 16 | 18 | -2   |
| 6    | Club Atlético Rentistas   | 10  | 9 | 2 | 4 | 3 | 8  | 17 | -9   |
| 7    | Centro Atlético Fénix     | 9   | 9 | 2 | 3 | 4 | 16 | 16 | 0    |
| 8    | Montevideo Wanderers      | 9   | 9 | 2 | 3 | 4 | 6  | 9  | -3   |
| 9    | Club Sportivo Cerrito     | 8   | 9 | 2 | 2 | 5 | 11 | 16 | -5   |
| 10   | Club Atlético Plaza       | 5   | 9 | 0 | 2 | 7 | 7  | 16 | -9   |

### Classement cumulé
C’est le classement cumulé des dix équipes qui détermine les six équipes qualifiées pour la Liguilla.
| Rang | Équipe                    | Pts | J  | G  | N  | P  | Bp | Bc | Diff |
| ---- | ------------------------- | --- | -- | -- | -- | -- | -- | -- | ---- |
| 1    | Danubio Fútbol Club       | 61  | 27 | 18 | 7  | 2  | 40 | 11 | +29  |
| 2    | Defensor Sporting Club    | 49  | 27 | 13 | 10 | 4  | 43 | 29 | +14  |
| 3    | Club Nacional de Football | 45  | 27 | 12 | 9  | 6  | 43 | 25 | +18  |
| 4    | Club Atlético Peñarol     | 44  | 27 | 12 | 8  | 7  | 51 | 41 | +10  |
| 5    | Liverpool Fútbol Club     | 41  | 27 | 12 | 5  | 10 | 44 | 42 | +2   |
| 6    | Club Atlético Rentistas   | 28  | 27 | 6  | 10 | 11 | 29 | 43 | -14  |
| 7    | Montevideo Wanderers      | 27  | 27 | 6  | 9  | 15 | 18 | 34 | -16  |
| 8    | Club Sportivo Cerrito     | 26  | 27 | 7  | 5  | 15 | 30 | 45 | -15  |
| 9    | Centro Atlético Fénix     | 24  | 27 | 5  | 9  | 13 | 35 | 47 | -12  |
| 10   | Club Atlético Plaza       | 18  | 27 | 2  | 12 | 13 | 28 | 44 | -16  |

|  | Formation déjà qualifiée pour la Copa Libertadores |
|  | Qualification pour la Liguilla                     |

#### Finale pour le titre
Après avoir fini en tête du Torneo Clasificatorio puis avoir gagné le tournoi Clôture, Danubio Fútbol Club ne doit gagner qu'une seule des trois rencontres prévues face au Club Nacional de Football pour être sacré champion.
| Équipe 1                  | Résultat | Équipe 2            | Aller | Retour |
| ------------------------- | -------- | ------------------- | ----- | ------ |
| Club Nacional de Football | 1 - 1    | Danubio Fútbol Club | 4 - 1 | 0 - 1  |

#### Reclasificatorio
| Rang | Équipe                         | Pts | J  | G  | N  | P  | Bp | Bc | Diff |
| ---- | ------------------------------ | --- | -- | -- | -- | -- | -- | -- | ---- |
| 1    | Tacuarembó Fútbol Club         | 43  | 31 | 12 | 7  | 12 | 42 | 39 | +3   |
| 2    | Club Sportivo Miramar Misiones | 39  | 31 | 9  | 12 | 10 | 47 | 51 | -4   |
| 3    | Club Deportivo Colonia         | 37  | 31 | 7  | 16 | 8  | 38 | 44 | -6   |
| 4    | Rocha Fútbol Club              | 35  | 31 | 8  | 11 | 12 | 41 | 51 | -10  |
| 5    | Club Atlético Cerro            | 34  | 31 | 9  | 7  | 15 | 36 | 46 | -10  |
| 6    | Central Español Fútbol Club    | 33  | 31 | 7  | 12 | 12 | 30 | 36 | -6   |
| 7    | Club Atlético Bella Vista      | 29  | 31 | 7  | 8  | 16 | 33 | 51 | -18  |
| 8    | Club Deportivo Maldonado       | 28  | 31 | 5  | 13 | 13 | 34 | 48 | -14  |

|  | Qualification pour la Liguilla          |
|  | Relégation directe en deuxième division |

#### Liguilla
Les six qualifiés issus du Campeonato Uruguayo et les deux meilleurs du Reclasificatorio jouent la Liguilla, disputée cette saison sous forme de matchs à élimination directe. Le vainqueur se qualifie pour la Copa Libertadores 2005 tandis que le finaliste obtient son billet pour la Copa Sudamericana 2005.

Quarts de finale :
| Équipe 1               | Résultat | Équipe 2                | Aller | Retour        |
| ---------------------- | -------- | ----------------------- | ----- | ------------- |
| Centro Atlético Fénix  | 2 - 3    | Defensor Sporting Club  | 2 - 2 | 0 - 1         |
| Tacuarembó Fútbol Club | 1 - 3    | Club Atlético Peñarol   | 0 - 2 | 1 - 1         |
| Club Sportivo Cerrito  | 3 - 3    | Liverpool Fútbol Club   | 2 - 1 | 1 - 2 4-3 tab |
| Montevideo Wanderers   | 1 - 2    | Club Atlético Rentistas | 0 - 1 | 1 - 1         |

Demi-finales :
| Équipe 1                | Résultat | Équipe 2               | Aller | Retour |
| ----------------------- | -------- | ---------------------- | ----- | ------ |
| Club Atlético Rentistas | 1 - 5    | Defensor Sporting Club | 0 - 1 | 1 - 4  |
| Club Sportivo Cerrito   | 2 - 3    | Club Atlético Peñarol  | 2 - 2 | 0 - 1  |

Finale :
| Équipe 1              | Résultat | Équipe 2               | Aller | Retour |
| --------------------- | -------- | ---------------------- | ----- | ------ |
| Club Atlético Peñarol | 4 - 3    | Defensor Sporting Club | 2 - 1 | 2 - 2  |

## Bilan de la saison
| Championnat d'Uruguay de football 2004 |                                |
| Champion                               | Danubio Fútbol Club (2e titre) |
| Qualifications continentales           |                                |
| Copa Libertadores 2005                 | Club Nacional de Football      |
| Copa Libertadores 2005                 | Club Atlético Peñarol          |
| Copa Libertadores 2005                 | Danubio Fútbol Club            |
| Copa Sudamericana 2005                 | Danubio Fútbol Club            |
| Copa Sudamericana 2005                 | Defensor Sporting Club         |
| Promotions et relégations              |                                |
| Promus en Primera División             | Rampla Juniors Fútbol Club     |
| Promus en Primera División             | CA River Plate                 |
| Promus en Primera División             | Paysandú Fútbol Club           |
| Relégués en Primera B                  | Central Español Fútbol Club    |
| Relégués en Primera B                  | Club Atlético Bella Vista      |
| Relégués en Primera B                  | Club Deportivo Maldonado       |